# St. John’s (Kanada)

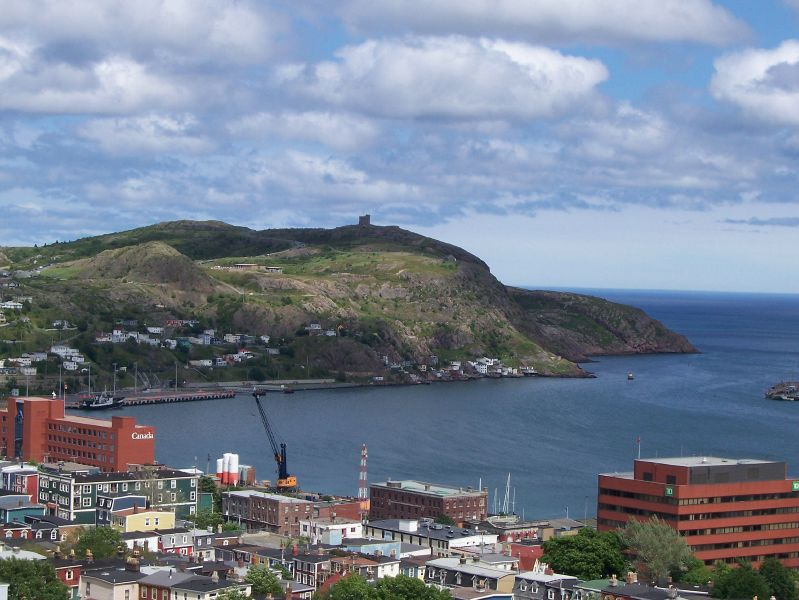
A Signal Hill

Saint John’s, közkeletű írásmódjával St. John's Új-Fundland szigetének legnagyobb városa, Új-Fundland és Labrador szövetségi tartomány fővárosa és egyben Kanada legkeletibb városa a sziget délkeleti partvidékéből kinyúló Avalon-félsziget partján. Lakossága 2002-ben 97 300 fő volt (az agglomerációval együtt több mint 170 ezer).

## Története
Partvidékét először John Cabot érte el 1497-ben, majd Gaspar Corte-Real kötött itt ki 1501-ben. Saint John’s-t Észak-Amerika egyik legrégibb településeként 1583-ban gyarmatosította sir Humphrey Gilbert, majd angolok és írek népesítették be. A 19. században a gyakorlatilag fából épült óváros kétszer is leégett, a korábbi városképre csak néhány ház emlékeztet. 1901-ben Giovanni Marconi a Saint John’s fölötti Signal Hill dombon épült Cabot-toronyban fogta először a drót nélküli távíró Európából érkező jeleit. 1919. június 15-én innen indult útnak az első óceánrepülésre  John Alcock és Arthur W. Brown.

## Közlekedése
A kanadai transzkontinentális vasút (Canadian National Railways) és a transzkanadai autópálya (Trans-Canada Highway) keleti végpontja, tengeri kikötő. Nemzetközi repülőtere a Lester’s Field.

## Gazdaság
Igazgatási, kereskedelmi és szolgáltató központ.
Ipara:
- halfeldolgozás, halolajgyártás,
- hajógyártás,
- textilipar,
- papírgyártás,
- gépgyártás,
- fókaolajgyártás,
- fafeldolgozás,
- festékipar.

Halászkikötő.

## Oktatás, kultúra
Római katolikus érseki székhely.

### Felsőoktatás
- Egyetemét 1949-ben alapították.
- Főiskola.

### Múzeumok
- Katonai és haditengerészeti múzeum.

### Templomok
- Keresztelő Szent János-bazilika (épült 1841-ben)
- anglikán székesegyház